# ベル 214
ベル 214
ベル 214B ビッグリフター
- 用途：汎用ヘリコプター
- 製造者：ベル・ヘリコプター
- 運用者：運用国参照
- 初飛行：1970年
- 生産数：378機
- 生産開始：1975年

ベル 214は、UH-1 ヒューイシリーズの発展型の単発汎用ヘリコプター。双発・大型化したベル 214STも開発されている。

## 概要
ベル 214は、ベル 205/UH-1のエンジン強化型「ヒューイ・プラス」として1970年に発表された。エンジンは同じくライカミング T53 ターボシャフトエンジンであるが、1,900軸馬力まで強化され、トランスミッションも改良、ローターブレードも拡大されている。原型機は1970年に初飛行している。
初期型のベル 214Aは原型機よりもさらにエンジンを強化し、ライカミング LTC4B-8D（2,930shp）を搭載した。1974年3月13日に初飛行している。ベル 214Aはイラン軍向けのものであり、高地・高温性能を評価されて、1972年に287機を受注、1975年に引き渡された。39機のベル 214Cが1977年-1978年に引き渡されている。さらに50機の追加生産と350機のベル 214STの生産はイラン国内でも一部組み立てが行われる予定であった。しかし、296機のベル 214Aと39機のベル 214Cを引き渡したところでイラン革命により、イラン向けの生産は中止された。
ベル社はこのほかにも、民間型を開発している。民間型のベル 214BはエンジンをT5508D ターボシャフトエンジンに換装している。最大出力は2,950軸馬力にもなるが、トランスミッション容量の関係もあり、離着陸時2,050軸馬力、通常時1,850軸馬力に落として使用する。1976年にFAAの型式証明を取得している。ベル 214Bは1981年まで生産された。

## 各型
ベル 214 ヒューイ・プラス
原型機。1970年初飛行。ライカミング T53-L-702 エンジン搭載（1,900shp）。
ベル 214A/C エスファハーン
イラン軍向け機体。ベル 214Aは陸軍向け。296機製造。ベル 214Cは空軍のSAR任務向け。ホイストなどを装備。39機製造。
ベル 214B ビッグリフター
民間向け。70機製造。
ベル 214B-1
機内搭載燃料を最大12,500lb（5,670kg）に制限した型。ベル 214Bの1,600lbよりも制限されているが、機外搭載重量は変わらず、より吊り下げ輸送に適したものとなっている。数時間の作業でベル 214Bとベル 214B-1は相互に変更することができる。

## 運用国

### 軍用型
- エクアドル - ベル 214Bを導入。
- フィンランド
- イラン - 陸軍および空軍で使用。
- ベネズエラ
- アラブ首長国連邦 - ベル 214Bを導入。

### 民間型
- オーストラリア
- カナダ
- ノルウェー

## 要目（ベル 214A）
- 乗員：2名
- 乗客：14名または担架6床、貨物3,880lb（ベル 214Bの機外吊り下げ能力：3,629kg）
- 全長：14.63m
- ローター直径：15.24m
- 全高：3.90m
- 自重：3,442kg
- 最大離陸重量：6,805kg
- 巡航スピード：260km/h=M0.21
- 航続距離：475km